# Anopheles scanloni
Anopheles scanloni este o specie de țânțari din genul Anopheles, descrisă de Sallum și EL Peyton în anul 2005.
Este endemică în Thailand. Conform Catalogue of Life specia Anopheles scanloni nu are subspecii cunoscute.